# 片岡一郎
片岡 一郎（かたおか いちろう、1977年11月15日 - ）は、日本の活動弁士、男性声優、ヴァイオリン演歌師である。エコーズに所属。イエローテイルに声のみ預かりしている。

## 人物・来歴
1977年（昭和52年）11月15日、東京都に生まれる。
高等学校に入学と同時に演劇を始め、日本大学芸術学部演劇学科に入学、在学中に演劇の舞台を演出、戯曲も手がける。2001年（平成13年）3月、同学を卒業する。
2002年（平成14年）2月、マツダ映画社の活動弁士・澤登翠に入門、同月、活動弁士としてデビューする。以降、同社が主催する無声映画鑑賞会にはレギュラー出演し、同年、東京・池袋の新文芸坐で行なわれた阪東妻三郎主演作を上映する「阪妻映画祭」、2004年（平成16年）、同館で行なわれた「日本映画検証 5 - 名匠 小津安二郎」で映画説明の舞台に立ち、2005年（平成17年）には、東京・阿佐ヶ谷のラピュタ阿佐ヶ谷で行なわれた「斎藤寅次郎生誕一〇〇年映画祭」では、現存する数少ない斎藤寅次郎監督のサイレント作を説明した。同年10月30日に公開された行定勲監督の『春の雪』には、活動弁士役で出演している。その一方でヴァイオリン演歌師の福岡詩二にも師事し、2006年（平成14年）8月、ヴァイオリン演歌師としてもデビューを果たす。
2007年（平成19年）7月、クロアチアのモトヴンで毎年開催されているモトヴン映画祭に招かれ、衣笠貞之助監督の『狂つた一頁』の映画説明を、オーストリアの無声映画伴奏者ゲアハルト・グルーバーのピアノ演奏とともに披露する。片岡による日本語での映画説明には、クロアチア語の字幕が付された。2008年（平成20年）4月、ドイツ・フランクフルトで開催された「ニッポンコネクション」に招かれ、『狂つた一頁』を上演した。
2013年（平成25年）にドイツのボン大学に招聘されたことを契機として、自身が蒐集した映画説明SPレコード（78回転盤）約4000枚のコレクションをボン大学に寄託した。ボン大学では現在、二ヶ月に一回程度の頻度で「片岡コレクション研究会」を開催して、片岡一郎をはじめとする各分野の研究者による映画説明レコードを主題とした研究発表が行なわれている。

## 出演作品

### 国内公演[6]

#### 2007年
1月1日・2日　「プリンスホテル新春イベント」 (この時はフィルム映写を行なう)
2月3日　「キングオールスター歌謡パレード」
2月26日　第583回無声映画鑑賞会「市川右太衛門生誕100年記念鑑賞会」(片岡は「怒苦呂」を口演)
4月3日　日墺サイレントフィルム・デュオプロジェクトⅡ「巨匠ビリー・ワイルダーのウィーン時代」-「火の玉レポーター」を口演　/ 有楽町・日本外国特派員協会
4月4日　日墺サイレントフィルム・デュオプロジェクトⅡ「巨匠ビリー・ワイルダーのウィーン時代」 - 「火の玉レポーター」を口演)　/ 麻布区民センター
4月28日　「新女性」/ 阿佐ヶ谷あるぽらんキネマ劇場
4月29日　門天若手寄席 第6回 -「吸血鬼ノスフェラトゥ」 / 門前仲町・門仲天井ホール
6月10日　活動写真ライブ　-「春蚕」　/ 阿佐ヶ谷あるぽらんキネマ劇場
6月23日　無声映画リサイタル -「太郎さんの汽車」「ラリーの美容師」/ 向島百花園御成座敷
6月29日　第587回無声映画鑑賞会 -「国士無双」「嗚呼 山中貞雄」　/ 門前仲町・門仲天井ホール
7月8日　深川体験わーるど　-「のらくろ二等兵」「太郎さんの汽車」「一寸法師 ちび助物語」「のらくろ伍長」 / 森下文化センター
7月30日　第3回 澤登翠一門会　-「世界の心」(斉藤裕子、桜井麻美、澤登翠とリレー口演)
8月4日　第9回 伝統大道芸名人会　/ 浅草・木馬亭
8月19日　紙芝居 -「怪談　呪い火」 / 本八幡コルトンプラザ
9月16日　リスペクト 巨匠・溝口健二　-「折り鶴お千」 / 池袋・新文芸座
10月7日　第10回　中国無声映画　-「国風」 / 浅草・木馬亭
10月14日　活動倶楽部　第113回上映会　-「赤垣源蔵」「国定忠治」「現具フィルム映像集」「鴛鴦旅日記」 / 文京区男女平等センター
10月24日　第591回無声映画鑑賞会　-「地雷火組」「鞍馬天狗 恐怖時代」/ 門前仲町・門仲天井ホール

#### 2008年
2月3日　あるぽらんキネマ劇場 Vol.30　弁士・片岡一郎の中国映画シリーズ -「銀漢双星」　/ 阿佐ヶ谷あるぽらん’89
2月24日　世界Ｐ.Ｅ.Ｎフォーラム　-「サラブレッドに乗った小悪魔」　/ 新宿・全共済ホール スペース・ゼロ
3月17日　門天若手寄席　伸びざかり！ 第8回　-「散りゆく花」(リレー口演)　/ 門前仲町・門仲天井ホール
4月15日　立川談四楼独演会 Vol.157　/ 北澤八幡神社
6月27日　門天若手寄席　伸びざかり！ 第9回　-「SHI-KI」「Life Story」「月世界旅行」 / 門前仲町・門仲天井ホール
8月10日　弁士・片岡一郎の中国映画シリーズ　-「SHI-KI」「Life Story」「野ばら (野玫瑰)」 / 阿佐ヶ谷あるぽらん’89
8月16日　百物語の夕べ　第4回 怪談話と西洋怪奇映画　-「カリガリ博士」　/向島百花園
9月29日　第602回無声映画鑑賞会・第四回澤登翠一門会　-「百万両秘聞」(澤登翠、桜井麻美、斉藤裕子とリレー口演)　/ 門前仲町・門仲天井ホール
10月5日　あるぽらんキネマ劇場 Vol.15　弁士・片岡一郎の中国映画シリーズ　-「天明」　/ 阿佐ヶ谷あるぽらん’89
11月30日　無声映画と音楽 (1)　レクチャーと無声映画上映　-「逆流」 / 東京藝術大学千住キャンパス

#### 2009年
2月20日　音影 in 東京キネマ倶楽部　/ 台東区根岸・東京キネマ倶楽部
5月2日　埼玉県映像とＮＨＫ番組を活動写真弁士で楽しむ会　/ 川口SKIPシティ　彩の国ビジュアルプラザ4F
5月7日　検証・日本映画(6) 名匠 小津安二郎 銀幕の芸術　① -「大学は出たけれど」「落第はしたけれど」　/ 池袋・新文芸座
5月11日　検証・日本映画(6) 名匠 小津安二郎 銀幕の芸術　② -「非常線の女」「落第はしたけれど」　/ 池袋・新文芸座
5月13日　検証・日本映画(6) 名匠 小津安二郎 銀幕の芸術　③ -「出来ごころ」「落第はしたけれど」　/ 池袋・新文芸座
6月26日　門天若手寄席　伸びざかり！ 第10回   / 門前仲町・門仲天井ホール
6月27日　珠玉の話芸にふれるー活動弁士サイレント映画会　-「月世界旅行」「豪勇ロイド」「キートンの警官騒動」「旗本退屈男」「チャップリンの放浪者」　/ 那須塩原市・黒磯文化会館
7月4日　坂本頼光　活弁小劇場　-「監督と女優」　/ 新宿・ゴールデン街劇場
7月18日　活弁大獅子吼大会〜朝から晩まで活動写真！〜　-「ダグラスの海賊」 / 江東区・古石場文化センター
7月29日　第612回無声映画鑑賞会　-「切られお富」「石榴一角」　/ 門前仲町・門仲天井ホール
8月6日　懐かしの無声映画 活弁付き上映　-「髑髏」「弥次喜多 岡崎の猫退治」「争闘修羅街」　/ 池袋・新文芸座
8月7日　懐かしの無声映画 活弁付き上映　-「キートンのセブン・チャンス」 / 池袋・新文芸座
8月8日　「第拾壱回　伝統大道芸名人会」　/ 浅草・木馬亭
8月9日　「どすこい！」　-「雷電」「大相撲」を口演　/ 島根県立古代出雲歴史博物館
9月5日　「和楽器 DE アジア音楽」司会　/ 成城ホール
10月3日　「朗読で楽しむ編みメーション」-　「太郎さんの汽車」「Kni-Train」「Life Story」を口演
11月15日　「ヨコハマ国際映像祭2009」　/ 新港ピア シアタースペース
11月21日　「非・サブカル映像アンダーグラウンド」　/ 渋谷アップリンク・ファクトリー
11月25日　第616回無声映画鑑賞会　-「波浮の港」「少年諸君」　/ 門前仲町・門仲天井ホール
11月26日・27日　ルファ プロデュース公演「夢 D ou viens-tu? Ou vans-tu?」 / 浅草・木馬亭

#### 2010年
1月16日　もんてんシネマカフェ　/ 門前仲町・門仲天井ホール
2月20日　初春 お宝映画上映会4 「愛について性について考える」 - トークゲスト　/ アカデミー茗大
3月20日　アート・シネマ・フェスタ2010 プレイベント VAVANTA-GARDE JAPAN CINEMAｘLIVE」 - 「狂った一頁」　/ 初台・The DOOR
3月21日　紙芝居 - 「少女椿」　/ 埼玉県加須市・定泰寺
3月22日　「奈良前衛映画祭2010」 - 「狂った一頁」　/ なら100年会館・中ホール
3月29日　第629回無声映画鑑賞会 - 「亜細亜の光」　/  門仲天井ホール
4月3日-11日　「そのときがきたら〜映画監督山中貞雄の青春」 - ポケモンの演技指導　/ 高円寺・
5月2日　「昭和の懐かしい映像を活動弁士で楽しむ会」- 「紙フィルムアニメ」「喧嘩安兵衛」　/ SKIPシティ 彩の国ビジュアルプラザ
6月25日　無声映画上映会
7月25日　あるぽらんキネマ劇場 Vol.39 - 「建国史 尊皇攘夷」　/ 阿佐ヶ谷・あるぽらん’89
8月22日　「活弁の会」 - 「水戸黄門 血刃の巻」(ピアノ : 新垣隆)　/ シネマまえばし
8月26日　第625回無声映画鑑賞会「怪奇と戦慄 サイレントホラー特集！」 - 「吸血鬼ノスフェラトゥ」　/ 門前仲町・門仲天井ホール
8月28日　「中村勲氏追悼上映会」 - 「十字路」　/ 奈良・スタジオワルハラ
9月10日　第二回無声映画上映会 - 「御誂治郎吉格子」　/ 赤坂見附・赤坂区民ホール
9月19日　「浜美枝のいつかあなたと」(文化放送) 出演。
9月19日　「シネマシネマシネマ・プチルピリエ第2回　弁士による無声映画鑑賞会」 - 「折鶴お千」　/ 世田谷区・クレープ店街の灯
9月25日　第76回 国際ペン東京大会2010 - 「おっぱいとトラクター」朗読　/ 早稲田大学大隈講堂
9月29日　第626回無声映画鑑賞会「山中貞雄の師・仁科熊彦監督特集！」 - 「艶姿影法師　前后篇」　/ 門前仲町・門仲天井ホール
10月3日　「Story Telling Bird」 - 「イタリア麦の帽子」　/ 新宿・喫茶茶会記
10月23日　「弥次喜多 盗難の巻」「敵違い」「六甲登山」　/ 谷根千・記憶の藏
10月24日　芸工展2010参加企画「シネマぶれんど」映像の声と音 - 「太郎さんの汽車」「血煙荒神山」「新作無声映画」　/ 台東区谷中・戸野廣浩司記念劇場
11月28日　阿佐ヶ谷あるぽらんキネマ劇場 Vol.40 - 「散り行く花」 / 阿佐ヶ谷あるぽらん’89

#### 2020年
2月16日　特別展「あれもこれも大江戸漫画づくし」連携企画 無声映画上映会　-「なまくら刀」「豪傑地雷也」「御誂治郎吉格子」　/ 大泉学園ゆめりあホール
2月22日　ネタバレ全開『カツベン！』をとことん語る　池袋コミュニティ・カレッジ
7月10日　松竹第一主義　松竹映画の100年　-「海辺の女王」「晴ゆく空」「石川五右ヱ門の法事」　/ 国立映画アーカイブ
7月11日　『映像と音楽の大正昭和』戦前のジャズ音楽と活動弁士　-「鞍馬天狗」(短縮版)ほか　/ 大阪府立中之島図書館
9月10日　「無声映画＆活動写真弁士の楽しみ方 Vol.1 」(配信イベント)　片岡一郎、坂本頼光、春日太一
9月24日　活弁でＧＯ！ Vol.2　「都会の女」ほか　よしもと有楽町シアター
10月15日　京都国際映画祭2020　サイレント/クラシック映画 (配信イベント)　片岡は「活弁でＧＯ！ Vol.1 〜東京初上陸〜」「活弁でＧＯ！ Vol.2〜ムルナウの『都会の女』」に出演
10月20日　第747回無声映画鑑賞会「コロナに負けるな！ 病気に勝つ無声映画たち　澤登翠一門会」　-「地蔵教由来」を口演　/ 江東区・深川江戸資料館 小ホール
11月7日　「無声映画＆活動写真弁士の楽しみ方 Vol.2」 　/ 新宿・ネイキッド・ロフト
11月13日　「サイレントシネマ・デイズ2020」 - 「ヘルズ・ヒンジス」を口演　/ 国立映画アーカイブ
11月14日　「カナザワ映画祭2020」(オンライン開催) - 「知られぬ人」「天罰」を口演　
12月20日　極付園芸大忠臣蔵2020　お江戸日本橋亭　

#### 2022年
5月13日　「ＫＩＮＫＩ館 第一回無声映画上映会」 - 「戦艦ポチョムキン」　/ 内神田・表現スペース KINKI館
6月3日　「第2回　カツベン映画祭」 - Fプログラム「狂った一頁」　/ 新宿・武蔵野館

### 海外公演[7]

#### 2007年
7月24日　Motovun Film Festival （クロアチア/モトヴン）

#### 2008年
4月4日　 Nippon Connection2008（ドイツ・フランクフルト/Goethe-Universität）

#### 2009年
12月12日　Film Mutations （クロアチア・ザグレブ/MUSEUM OF CONTEMPORARY ART）

#### 2011年　オーストラリア無声映画ツアー
3月3日　Adelaide　Film　Festival2011（アデレード/Cinema Piccadilly）
3月5日　オーストラリア映像センター公演（メルボルン/Australian Center for The Moving Image）
3月6日　シドニー・オペラハウス公演（シドニー/Sydney Opera House）
10～11日　ナショナルフィルム＆サウンドアーカイブ公演（キャンベラ/The　National Film and Sound Archive）　　
8月16～18日　Internationale Stummfilmtage Bonn（ドイツ・ボン／Universität Bonn ）

#### 2012年　音和座＆片岡一郎ドイツツアー
5月5日 Nippon Connection2012（フランクフルト/Goethe-Universität）
5月8日 楽団と活動写真弁士による無声映画上映会（ボン/Universität Bonn）

##### 2012年　ミシガン大学芸術家滞在プログラムにより渡米（2013年3月まで）
9月14、21、28日　Silent Ozu(ミシガン/Michigan Theater & University of Michigan)
10月5、12、19、26日　Silent Ozu(ミシガン/University of Michigan)
10月11日　インディアナ大学公演（インディアナ/Indiana University）
10月17日　カンザス大学公演（カンザス/Helen Foresman Spencer Museum）
10月21日　スミソニアン博物館公演（ワシントンD.C./Freer Gallery of Art and Arthur M. Sackler Gallery）
10月27日　シカゴ大学公演（イリノイ/University of Chicago）
11月2、9日　Silent Ozu(ミシガン/University of Michigan)
11月16日　クリーブランド・シネマテーク公演（オハイオ/Cleveland Cinematheque）
11月18、19日　ハーバード大学公演（マサチューセッツ/Harvard Film Archive）
11月20日　ボストン大学公演（マサチューセッツ/Boston University）

#### 2012年　クロアチアツアー
12月16日　Film Mutations （クロアチア・ザグレブ/MUSEUM OF CONTEMPORARY ART）
12月18日　Film Mutations （クロアチア・リエカ/Art Kino Croatia）

#### 2013年 　アメリカ・カナダツアー
1月11日　デトロイト博物館公演（ミシガン/Detroit Institute of Arts）
1月18日　アリゾナ大学公演（アリゾナ/University of Arizona）
1月28～30日　ウェスタンオンタリオ大学公演（カナダ・ロンドン/University of Western Ontario）
2月23日　Kataoka Ichiro's Sayonara Performance　(ミシガン/Michigan Theater & University of Michigan)
2月25日　PASSING FANCY featuring live benshi ICHIRO KATAOKA（ニューヨーク/Film Forum）
2月26日　The films of Kenji Mizoguchi（ニューヨーク/Bard College）
3月24日　Association for Asian Studies（カリフォルニア/Manchester Grand Hyatt San Diego）

#### 2013年ボン大学の招聘によりドイツ滞在（12月29日まで）
10月10日　Le Giornate del Cinema Muto 2013（イタリア・ポルデノーネ/Teatro Verdi）
10月19日　春風亭一之輔欧州公演（ドイツ・デュッセルドルフ/Hotel Nikko Düsseldorf）
11月7日　East meets West／Stummfilmkunst aus Japan und Österreich（オーストリア・リンツ/Mlandes Museum）
11月8日　East meets West／Stummfilmkunst aus Japan und Österreich（チェコ共和国/Kavárna Pontes）
11月29日 　Film als Aufführungskunst (ドイツ・ケルン/Japanisches Kulturinstitut Köln)
12月5日　 Film Mutations （クロアチア・ザグレブ/Kino Tuškanac）
12月9日　 日本学特別講義　（ドイツ・ボン/Universität Bonn）
12月15日　Froschkönig上映会（ドイツ・ベルリン/Froschkönig） 　　　　　 
12月17日　ＢＥＮＳＨＩ（ドイツ・ベルリン/Deutsch-Japanische Gesellschaft Berlin） 

#### 2014年　ヨーロッパ・アメリカツアー
6月27日　Німі ночі（ウクライナ/オデッサ）
9月3日　Zeitsprung Kino Tokyo 1914（ドイツ・ベルリン/Kino Babylon）
9月6日　The East Asian Dimension of the First World War（ドイツ・ボーフム/the Municipal Archive Bochum）
9月28日　The Sound of Silent Film : A Two-Part Benshi Event（アメリカ・ニューヨーク州/ハミルトンカレッジ）
10月7日　Le Giornte Del Cinema Muto（イタリア・ポルデノーネ/テアトロ ヴェルディ）
10月21日　Classic Japanese Cinema with Benshi performance by Ichiro Kataoka(イギリス・マンチェスター/マンチェスター大学)
11月22日　KATSUBEN Der japanische Stummfilm(ドイツ・ケルン/天理文化工房)
11月23日　Stummfilm mit Musikbegleitung（ドイツ・フライブルグ/Kommunales Kino）
11月30日　Film mutations（クロアチア・ザグレブ/ザグレブ現代美術館）
12月1～7日　Benshi erzäｈｌｔ（オーストリア・ウィーン/Metro Kinokulturhaus）
12月10日　Kabuki in the Silent Movies of Japan（スイス・チューリッヒ/Universität Zürich）
12月18日　Kurama Tengu(ドイツ・ボン/ボン大学講堂)

#### 2015年　ポーランド・ドイツ公演
4月24日　12. Święto Niemego Kina（ポーランド/ワルシャワ）
4月25日　12. Święto Niemego Kina（ポーランド/ワルシャワ）
6月4日　Nippon Connection NO SILENCE, PLEASE! （ドイツ/フランクフルト）
6月6日　Nippon Connection NO SILENCE, PLEASE! （ドイツ/フランクフルト）
6月7日　Nippon Connection BENSHI-WORKSHOP – BRINGING SILENT FILMS TO SPEAK（ドイツ/フランクフルト）

### ナレーション
- 奥田民生DVD「動きだしそうなパンフレット リターンズ」

### 舞台
- リカちゃんと怪獣
- あ・うん
- 雑種 小夜の月[8]

### ゲーム

#### 2007年
- ピリオド（教頭）
- ぷりサガ! ～プリンセスをさがせ!～（グレン）
- メイドと魔術師（タナヒム）
- ロンド・リーフレット（スペンサー）

#### 2008年
- 魔法の少女 シルキーリップ ～三人の女王候補～（ケチャ）

#### 2009年
- カヌチ 黒き翼の章（アムギ・テオ）
- 巨乳ファンタジー（ワン・コアン、守備兵B）
- さらさらささら（白妙 茂吉）
- 出撃!! 乙女たちの戦場〜闇を切り裂く、にび色の徹甲弾〜（牟田口 恭次、アレクの部下4号、伊藤 光一、木葉 紅葉）[9]
- 新大戦略バトルオブソルジャー（ジャンマイユ・ルピン）
- ぷりサガ! PORTABLE（グレン）

#### 2010年
- 三極姫 〜乱世、天下三分の計〜（張角、劉璋 李玉）

#### 2011年
- アンジェリーク 魔恋の六騎士（スペクター）
- 出撃!! 乙女たちの戦場2〜天翔ける衝撃の絆〜（本多）[10]
- 三極姫〜三国乱世・覇天の采配〜（張角[11]、劉璋季玉[12]）

#### 2012年
- 源狼 GENROH（九条兼実[13]）
- 三極姫2〜天地大乱・乱世に煌く新たな覇龍〜（張角[14]）

## 著作
- 『活動写真弁史：映画に魂を吹き込む人びと』共和国、2020年。ISBN 978-4-907986-64-3

## その他
- 北国浪漫 あい&もも香（キングレコード） - PV出演
- 世界ペンフォーラム 『サラブレッドに乗った小悪魔』 - 朗読
- 映画『カツベン!』（2019）  - 活動弁士指導

## 関連事項
- モトヴン （en:Motovun）
- モトヴン映画祭 （en:Motovun Film Festival）

## 註
1. 1 2 3 4 5 6 7 8 9  片岡一郎、マツダ映画社、2010年8月1日閲覧。
2. 1 2  クロアチア 本番、閑話休題、片岡一郎、2007年7月24日付、2010年8月1日閲覧。
3. ↑  Little-Tokyo in Frankfurt, Japanese Film Festival Nippon Connection, Nippon Connection （英語）, 2010年8月1日閲覧。
4. ↑  あんないやらなんやら。、閑話休題、片岡一郎、2010年3月10日付、2010年8月1日閲覧。
5. ↑  “Kataoka Korekushon Kenkyūkai (Forschergruppe: Kataoka-Sammlung)” (ドイツ語). Abteilung für Japanologie und Koreanistik. 2022年6月3日閲覧。
6. ↑  “閑話休題”. 2022年5月31日閲覧。
7. ↑  “閑話休題　片岡一郎の海外公演リスト”. 2022年5月28日閲覧。
8. ↑  “あやめ十八番、堀越涼が実家の団子屋をモデルにした「雑種 小夜の月」日替わりで木原実らゲストも登場”. ステージナタリー.   ナターシャ (2024年8月2日). 2024年8月4日閲覧。
9. ↑  “出撃!! 乙女たちの戦場〜闇を切り裂く、にび色の徹甲弾〜オフィシャルサイト”. 2011年7月22日閲覧。
10. ↑  “出撃!! 乙女たちの戦場2〜天翔ける衝撃の絆〜オフィシャルサイト”. 2011年7月26日閲覧。
11. ↑  “三極姫～三国乱世・覇天の采配～　オフィシャルWEBサイト”.   SystemSoft Alpha. 2011年10月18日閲覧。
12. ↑  “三極姫～三国乱世・覇天の采配～　オフィシャルWEBサイト”.   SystemSoft Alpha. 2011年10月18日閲覧。
13. ↑  『B's-LOG』2012年8月号。
14. ↑  “三極姫2〜天地大乱・乱世に煌く新たな覇龍〜　オフィシャルWEBサイト”. 2012年6月3日閲覧。